# 斎藤正人
斎藤 正人（さいとう まさと）は、日本の元アマチュア野球選手である。ポジションは捕手。

## 来歴・人物
秋田高校で2年生の時に、1965年夏の選手権で左翼手として出場し、チームは準決勝に進むが、その準決勝で上田卓三、林田俊雄らがいた三池工業高校に敗れた。
翌1966年の夏の選手権では捕手として出場した。しかし1回戦で加藤英夫、矢沢正、伊熊博一、平林二郎らがいる中京商業高校に敗れた。岐阜国体にも出場したが、1回戦で報徳学園高校に敗れた。同年のドラフト会議で西鉄ライオンズから4位指名されたが入団を拒否。
高校卒業後は秋田相互銀行に入社した。